# Bộ xương Atacama

Hồ sơ về di hài này, được mệnh danh là Ata.

Ata là tên gọi chung dành cho bộ xương dài 6 inch (150 mm; 15 cm) của một chủng người được tìm thấy vào năm 2003 tại một thị trấn Chile ở sa mạc Atacama hoang vắng, do đó đây là tên viết tắt. Di hài này được đặt trong một bộ sưu tập cá nhân ở Tây Ban Nha. Theo một tờ báo địa phương của Chile, La Estrella de Arica, Ata được Oscar Muñoz tìm thấy ở miền bắc Chile, sau đó ông này đã bán lại di hài này cho chủ sở hữu hiện tại của bộ sưu tập là Ramón Navia-Osorio, một doanh nhân người Tây Ban Nha.

## Phân tích
Mặc dù ban đầu được cho là lớn hơn, thi thể này có niên đại từ vài thập kỷ qua và đã được tìm thấy có chứa hàm lượng cao DNA, thích hợp cho việc phân tích khoa học. Ata có một hộp sọ hình dạng không đều và tổng cộng 10 xương sườn. Ata cũng có thể đã bị mắc chứng oxycephaly (tật đầu nhọn). Xét rằng xương trán của hộp sọ rất rộng, tay và chân không bị hóa thành xương hoàn toàn, nhà giải phẫu học và nhà cổ sinh vật học William Jungers đã gợi ý rằng đó là một bào thai người đã sanh sớm và chết sớm hoặc ngay sau khi sinh. Một giả thuyết khác của nhà miễn dịch học Garry Nolan, là Ata có một sự kết hợp của các rối loạn di truyền và do đó đã chết sớm. Ý kiến mang tính suy đoán nhiều hơn của Nolan, mà ông gọi đó là "ăn may dài hơi" rằng Ata bị một dạng nặng hơn của chứng lùn, nhưng không có gien nào của chứng lùn được tìm thấy trong phân tích di truyền của nhóm ông. Nhà nghiên cứu X quang nhi khoa Ralph Lachman nói rằng chứng lùn không thể giải thích được tất cả các đặc điểm của Ata.
Trong quá trình phân tích DNA của Nolan, nhóm haplotype B2 đã được tìm thấy trong di hài. Nhóm Haplo xác định các quần thể di truyền của con người thường gắn liền với các vùng địa lý cụ thể trên toàn cầu. Kết hợp với các alen tìm thấy trong DNA ty thể có trong phần còn lại, những phát hiện cho thấy Ata là loài bản địa ở khu vực phía tây của Nam Mỹ. Trong khi một số nhà nghiên cứu UFO, chẳng hạn như Steven M. Greer thì nghĩ rằng Ata là một người ngoài hành tinh, sự suy đoán này không phù hợp với việc kiểm tra DNA của di hài.